# District de Hongqi
Le district de Hongqi (红旗区 ; pinyin : Hóngqí Qū) est une subdivision administrative de la province du Henan en Chine. Il est placé sous la juridiction de la ville-préfecture de Xinxiang.

## Personnalités
Luo Li Rong, artiste et sculptrice chinoise, y est née en 1980.